# Réservoir Laforge 1
Das Réservoir Laforge 1 ist ein Stausee in der kanadischen Provinz Québec. 

## Lage
Der Stausee liegt in der Region Jamésie und ist Bestandteil des Baie-James-Wasserkraftprojekts.
Der Staudamm Barrage Laforge-1 staut den Rivière Laforge, einen rechten Nebenfluss des La Grande Rivière. Das Réservoir de Caniapiscau gehört seit seiner Fertigstellung zum Einzugsgebiet des Rivière Laforge und speist das Réservoir Laforge 1.
Das dazu zugehörige Speicherkraftwerk Laforge-1 mit einer Leistung von 878 MW liegt 531 km von der Mündung des La Grande Rivière in die James Bay entfernt.